# LCI (rete televisiva)
LCI, precedentemente La Chaîne Info, è un canale televisivo all news francese.

## Storia
Il canale nacque il 24 giugno 1994 da Christian Dutoit per il gruppo TF1.
Dieci anni dopo, il canale è approdato nel digitale terrestre italiano trasmettendo all'interno del multiplex Dfree fino al 15 dicembre 2006; nello stesso anno, il canale acquisisce notorietà internazionale grazie alle comparsate nel film della saga di James Bond Casino Royale.

## Programmi
- Le Journal
- Le Journal de la nuit
- La Matinale
- La Grande Édition de Midi
- Le 15/17
- Le 17h00
- Le débat
- 24h Pujadas : l'info en questions
- La Médiasphère
- La République LCI
- Politiquement Show
- Le 20h00
- Le 21h00
- La Météo
- La Météo Internationale
- Le Brunch de l'Actu
- Tout un monde
- Le Club de l'Économie
- LCI Soir Week-end
- Live Politique
- Le Grand Jury
- Au cœur des régions